# Castroviejo
Castroviejo és un municipi de la Rioja, a la regió de la Rioja Alta, 